# Camillo Castiglioni
Camillo Castiglioni (ur. 22 października 1879 w Trieście, zm. 18 grudnia 1961 w Rzymie) – austriacki finansista, bankier, był najbogatszym człowiekiem w Europie Środkowej w czasie I wojny światowej. Udzielał się w pierwszych dniach lotnictwa, a poza tym inwestował w sztukę.

## Życiorys

### Wczesne lata
Castiglioni urodził się Trieście. Nie wiadomo kiedy rozwinęło się zamiłowanie Camillo do lotnictwa, ale wiadomo, że jego pasją było rozmyślanie o lataniu. Camillo studiował prawo finansowe, po którym znalazł zatrudnienie jako pełnomocnik i inspektor w banku w Padwie. Szybko nauczył się finansów międzynarodowych i zarządzania kapitałem. Był synem wytwórcy gumy, więc naturalnie znalazł pracę w austro-amerykańskiej spółce Gummiwarenfabrik AG w Wiedniu jako agent handlowy w wydziale opon samochodowych w Konstantynopolu. Camillo osiągnął wielki sukces na tym stanowisku, demonstrując swoje umiejętności negocjacji i znajomości struktury finansowej umów. Po tym jak się sprawdził, pełniąc swoją funkcję, został awansowany na stanowisko dyrektora w wydziale eksportowym spółki matki w Wiedniu. Około 1901 r. wspólnie z Viktorem Silbererem i Franzem Hinterstoisserem pomógł stworzyć wiedeński aeroklub (później austriacki aeroklub). W końcu wyznaczono go na zastępcę dyrektora generalnego, a w 1904 mianowano go dyrektorem generalnym przedsiębiorstwa. Dzięki jego doświadczeniu z gumą i produkcją opon, Camillo przewidywał wejście lotnictwa do przemysłu, idącego od balonów, przez szybowce i w końcu do w pełni sterowalnych samolotów napędzanych silnikami. Spotkał wielu wpływowych ludzi biznesu i zdał sobie sprawę, że lotnictwo nie tylko w nim wskrzesiło pasję do latania, ponadto zauważył ogromną szansę robienia pieniędzy jaką dawał przemysł lotniczy.
Żeby skorzystać na rosnącym entuzjazmie dla samolotów i baloniarstwa, jak również czerpać zyski z tak opłacalnego biznesu jakie przynosiło to hobby, Camillo założył w 1907 jedno ze swoich pierwszych przedsiębiorstw, Motoren-Luftfahrzeuggesellschaft GmbH. Nabył patenty balonowe Etricha i sprzedawał latające balony na terenie Austro-Węgier. Odbywało się wtedy wiele zawodów, w których uczestniczyli zainspirowani baloniarze. Camillo wcale nie pozostawał w tyle – kupił swój własny balon i zdał egzamin na baloniarza 24 sierpnia 1909.

### Finansowanie lotnictwa
Podczas I wojny światowej, stał się jednym z najbogatszych i najbardziej wpływowych finansistów Europy Centralnej.
Inwestował wiele pieniędzy w produkcję seryjną samolotów. W 1914 r. kupił niemieckie przedsiębiorstwo lotnicze Hansa- und Brandenburgische Flugzeugwerke AG, która zatrudniała Ernsta Heinkela jako głównego konstruktora. Nabył także większość udziałów w Austro-Daimler, gdzie głównymi konstruktorami byli Puch i Porsche. Był „carem prasowym” i mecenasem sztuki (sponsorował Maxa Reinhardta i pomógł mu zorganizować „Salzburg Festival”). Po kilku niepowodzeniach, w 1926 jego imperium finansowe załamało się. Przeniósł się do Szwajcarii, później do Mediolanu gdzie założył prywatny bank i po raz kolejny uzbierał pokaźną fortunę. Po II wojnie światowej, wynegocjował duże pożyczki od USA dla swojego przyjaciela Tito w Jugosławii. Kiedy Tito odmówił płacenia procentów za pożyczkę, Castiglioni przejął warty miliony majątek jugosłowiański we Włoszech. W 1918 został odznaczony Orderem Franza Josepha ze wstążką z Krzyża Zasług Wojennych za jego zasługi dla lotnictwa, a w 1918 został odznaczony Orderem St-George za jego osiągnięcia w dostawie surowców podczas wojny.
Castiglioni kupił wiele przedsiębiorstw podczas okresu inflacji, nabywając większościowe udziały w Alpine Montan AG. Założył też przedsiębiorstwo lotnicze Österreichische Luftfahrtsgesellschaft.

### Wpływ na BMW
Castiglioni znacząco wpłynął na rozwój BMW AG w jego wczesnych latach istnienia. Po części przypisuje się mu przyznanie licencji na budowę silników spółce Rapp Motorenwerke GmbH przez Austro-Daimlera. W 1918 r. Wiener Bankverein nabył większość udziałów w spółce BMW, na co nalegał Castiglioni. W 1922 r. Castiglioni kupił wszystkie niezbędne środki do produkcji silników, związane z tym patenty i prawa do nazwy Bayerische Motoren Werke AG od BMW AG, której pozostałości zostały nazwane Süddeutsche Bremse AG. W tym samym czasie Castiglioni zmienił firmę spółki Bayerische Flugzeugwerke AG na BMW AG i zarządził kontynuację produkcji w fabryce BFW. Od założenia BMW AG do 9 listopada 1922 i od 1924 do 1929 r. był członkiem rady nadzorczej i prezydentem BMW AG. W 1928 r. był wiceprzewodniczącym rady nadzorczej.
Był jednym z ludzi którzy w 1928 r. zadecydowali o kupnie Fahrzeugfabrik Eisenach AG. Z powodu trudności finansowych w 1929 r. był zmuszony do oddania swoich udziałów w BMW na rzecz konsorcjum banków.

### Czasy powojenne
Camillo Castiglioni zbankrutował. Stracił fortunę, przeliczaną w dziesiątkach milionów dolarów, jaką nagromadził w wyniku dewaluacji korony jako stosunkowo biedny człowiek. Kryzys Castiglioniego nie był zaskoczeniem, ani dla publiczności ani dla niego samego. Jako że jego nazwisko jest włoskie, a on przebywał w czasie bankructwa we Włoszech, gdzie (jak chodzą pogłoski) zaskarbił sobie popularność wspierając już pokonanych faszystów.
Nie są znane szczegółowe dane na temat powodów kryzysu. Jednakże pojawiła się kwestia nakazu aresztowania pod zarzutem oszustwa, gdzie podejrzany uciekł, podobno z papierami o wysokiej wartości. Państwo austriackie zadeklarowało, że gdy Castiglioni wpłaci 4.200.000 dolarów na rzecz państwa może wrócić i żyć nienękany.

### Filantropia
Dzięki Castiglioniemu w Wiedniu powstało wiele teatrów i dzieł sztuki. Był najbogatszym człowiekiem w Europie Centralnej i ulubieńcem wiedeńczyków, którym towarzyszył finansowo w niedzielę i z okazji różnych innych uroczystości. Był również patronem sztuk. Nawet przez jakiś czas wspierał rozpoznawanego później artystę Maxa Reinhardta, dla którego zbudował teatr. Lubiane były także jego wystąpienia w świetle reflektorów, gdzie pokazywał, że żyje pełną pompą i po królewsku, podróżując nawet w prywatnej lektyce Cesarza Karla, którą kupił na własność.
Wskutek jego niezwykłych transakcji bankowych, w 1988 r. stworzono film dokumentalny o tytule „Camillo Castiglioni oder die Moral der Haifische” reżyserstwa Petera Patzaka.